# Circoscrizione di Chahvarz
La Circoscrizione di Chahvarz farsi چاه‌ورز, è un bakhsh (circoscrizione) situato nello Shahrestān di Lamerd, nella Provincia di Fars. Secondo i dati del censimento effettuato nel 2006, si contavano 7 985 persone divise in 2 565 famiglie. All'interno della circoscrizione è presente una città: Chahvarz. Sono presenti inoltre due distretti rurali: il Distretto rurale di Chahvarz e il Distretto rurale di Sheykhamer.